# U 13 (1935)
El U 13 o Unterseeboot 13 fue un submarino alemán de la Kriegsmarine, correspondiente al Tipo IIB, usado en la Segunda Guerra Mundial desde distintas bases hasta su hundimiento el 31 de mayo de 1940. En sus diez patrullas de combate, logró hundir 9 buques con un Registro bruto combinado de 28 056 toneladas y dañar otros dos con 17 901 toneladas de registro bruto entre ambos.

## Construcción
Se ordenó iniciar la construcción del pequeño submarino costero U 13 el 2 de febrero de 1935, tras lo cual su quilla fue puesta sobre las gradas de los astilleros Deutsche Werke AG de Kiel el 20 de junio de 1935. Fue botado al agua el 9 de noviembre de 1935 y tras la finalización de sus obras, fue entregado a la Kriegsmarine el 30 de noviembre de 1935, que lo puso bajo las órdenes del Oberleutnant Adalbert Karl Theodor von Stockhausen.

## Historial
Tras ser dado de alta en la Kriegsmarine, fue asignado a la Unterseebootsflottille Weddigen con base en Kiel, con la doble función de buque de combate y buque escuela para la formación de las tripulaciones.
Una vez iniciada la guerra, siguió vinculado a la misma unidad, con la cual, bajo el mando de Karl Daublebsky von Eichhain, partió el 25 de agosto de 1939 en su primera patrulla de combate con la misión de patrullar en el mar del Norte. Esta patrulla se prolongaría por espacio de seis días, hasta el 31 del mismo mes.
El 2 de septiembre, volvió a zarpar de Wilhelmshaven con el mismo mando con órdenes de desplegar un campo de minas al este de Escocia, tras lo cual retornó a Alemania el 6 de septiembre de 1939. Las minas desplegadas por el U 13 impactaron posteriormente contra tres buques. Su tercera patrulla, en la que partió también de Wilhelmshaven bajo el mismo mando y que se desarrolló igualmente en aguas del este de Escocia, transcurrió sin novedad entre el 11 de septiembre de 1939 y el 3 de octubre de 1939.
Volvió a partir el 25 de octubre de 1939 en su cuarta patrulla de combate, esta vez desde Kiel, para operar en Kinnaird Head. Consiguió torpedear a un buque del convoy HX-5, tras lo cual retornó el 3 de noviembre. En su quinta patrulla, en la cual zarpó desde Kiel al mando de Heinz Scheringer, para patrullar en las cercanías de Newcastle, volvió a hundir un nuevo buque. Regresó a la misma base el 25 de noviembre.
En su sexta patrulla, desplegó un campo de minas en la zona del Fiordo de Tay entre el 9 y el 14 de diciembre de 1939 bajo el mando de Scheringer. Las minas desplegadas por el U 13, fueron las responsables del hundimiento de un mercante estonio.

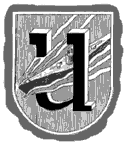
Emblema de la 1.ª Unterseebootsflottille.

En enero de 1940, fue destinado a la 1.ª Unterseebootsflottille, también con base en la ciudad de Kiel, con la que partió en su séptima patrulla de combate el 24 de enero desde Wilhelmshaven bajo las órdenes de Max-Martin Schulte, con instrucciones de patrullar en la zona de Kinnaird Head. Tras hundir un buque danés y otro británico, retornó a Wilhelmshaven el 5 de febrero. Su siguiente patrulla, en la que partió desde el mismo puerto y bajo el mismo mando, discurrió sin novedad entre el 16 y el 29 de febrero de 1940.
El U 13 volvió a tener éxito, al hundir tres buques en su tercera patrulla de combate, en la que patrulló en la zona de las islas Orcadas entre el 31 de marzo y el 2 de mayo. Finalmente, zarpó por última vez de Kiel al mando de Schulte el 26 de mayo en su décima y última patrulla de combate para no retornar.

## Historial de ataques
| Fecha                    | Buque             | Nacionalidad | Tonelaje | Destino | Observaciones |
| ------------------------ | ----------------- | ------------ | -------- | ------- | ------------- |
| 10 de septiembre de 1939 | Magdapur          | británico    | 8641 t   | hundido | por una mina  |
| 16 de septiembre de 1939 | City of Paris     | británico    | 10 902 t | dañado  | por una mina  |
| 24 de septiembre de 1939 | Phryné            | francés      | 2660 t   | hundido | por una mina  |
| 30 de octubre de 1939    | Cairnmona         | británico    | 4666 t   | hundido | convoy HX-5   |
| 19 de noviembre de 1939  | Bowling           | británico    | 793 t    | hundido | --            |
| 31 de enero de 1940      | Start             | noruego      | 1168 t   | hundido | --            |
| 1 de febrero de 1940     | Fram              | sueco        | 2491 t   | hundido | --            |
| 6 de febrero de 1940     | Anu               | estonio      | 1421 t   | hundido | por una mina  |
| 17 de abril de 1940      | Swainby           | británico    | 4935 t   | hundido | --            |
| 26 de abril de 1940      | Lily              | danés        | 1281 t   | hundido | --            |
| 28 de abril de 1940      | Scottish American | británico    | 6999 t   | dañado  | --            |

## Destino
El U 13 fue localizado por la balandra (en esa época, buque de guerra entre una corbeta y una fragata) británica HMS Weston el 31 de mayo de 1940 en el mar del Norte a 11 millas al sudoeste de Lowestoft, cerca de la posición que en aquel momento ocupaba el convoy FN 184.
Fue hundido por cargas de profundidad de la balandra en la posición 52°26′N 02°02′E / 52.433, 2.033, donde permanece a 28 metros de profundidad relativamente intacto. No hubo bajas humanas, ya que sus 26 tripulantes fueron rescatados por el buque británico. También se rescataron algunos rotores de su máquina Enigma.

## Comandantes
| Empleo                                  | Nombre                                            | Desde                   | hasta                    |
| --------------------------------------- | ------------------------------------------------- | ----------------------- | ------------------------ |
| Oberleutnant ascendió a Kapitänleutnant | Hans-Gerrit Adalbert Karl Theodor von Stockhausen | 30 de noviembre de 1935 | 30 de septiembre de 1937 |
| Oberleutnant ascendió a Kapitänleutnant | Karl Daublebsky von Eichhain                      | 1 de octubre de 1937    | 5 de noviembre de 1939   |
| Kapitänleutnant                         | Heinz Scheringer                                  | 6 de noviembre de 1939  | 15 de diciembre de 1939  |
| Oberleutnant                            | Wolfgang August Eugen Lüth                        | 16 de diciembre de 1939 | 28 de diciembre de 1939  |
| Kapitänleutnant                         | Heinz Scheringer                                  | 29 de diciembre de 1939 | 2 de enero de 1940       |
| Oberleutnant                            | Max Schulte                                       | 3 de enero de 1940      | 31 de mayo de 1940       |